# Canthidium hyla
Canthidium hyla är en skalbaggsart som beskrevs av Vladimir Balthasar 1939. Canthidium hyla ingår i släktet Canthidium och familjen bladhorningar. Inga underarter finns listade.